# Перо Поповић
Перо Поповић (Приједор, 18. август 1881 — Сарајево, 1. фебруар 1941) био је сликар и учитељ цртања.

## Биографија
После завршене гимназије у Сарајеву одлази у Беч и завршава три семестра филозофије, а потом се упућује у Праг и учи сликарство код Влаха Буковца и Чеха Франтишека Жењишека. У Сарајеву 1907. године са Тодором Швракићем и Бранком Радуловићем, организује прву изложбу домаћих сликара у Босни и Херцеговини.
Запошљава се на Великој реалци у Бањалуци 1908. године. Ученици су му били Миливоје Узелац, Вилко Гецан и Божидар Николић. Из Бањалуке прелази у Сарајево 1930. године и ту остаје до смрти — 1. фебруара 1941. године.

## Опус
Сликао је портрете, пејзаже, мртве природе, композиције са сценама из свакодневног живота. Радио је и један иконостас за цркву у Приједору и мозаике за цркву у Бањалуци.
Његов стваралачки потенцијал био је изразит. Брзо се ослободио Буковчеве палете са поентилистичком основом и окренуо се снажном и контрастном колористичком изражавању, које се приближавало сезанистичкој поетици и Гогену и на њихово сликарство је упућивао и своје ученике. О његовом сликарству је вредан есеј написала историчарка уметности Вера Јаблан:
| „ | Студије актова и портрета, скице са улица и понекад недовршене композиције показују с колико је озбиљности овај сликар прилазио раду. Како је велике захтеве имао пред собом, пред својом савешћу уметника. Колико мукотрпности и студиозне истрајности говори с тих платана о уметнику који сам, независан од жеље и укуса публике, незаинтересован за продају својих радова, непрекидно ствара. Један од најбољих Буковчевих ђака, по завршеном школовању, није се задовољио знањем стеченим на Академији. То се види из тога што је Поповић убрзо напустио поентилизам и прво лазурно, а затим све слободније до пастуозног, тражио свој властити израз. Његови радови су озбиљне студије, колористичких и тонских односа. Богата скала снажних тонова, смелих контраста боја и осветљења, изразити цртеж и чврста композиција, карактеришу његово стваралаштво у коме се уз изванредно снажно захватање целине, осећа и виртуозна, готово оријентална финоћа детаља. | ” |

## Галерија
- Портрет дечака, 1908.
- Портрет младог човека, 1930-те